# Црква Светог Оца Николе (Врлика)
Црква Светог Оца Николе је српска православна црква у граду Врлици, у северној Далмацији, Хрватска.

## Историја
Подигнута је 1618. године као православна црква посвећена Светом Николи. Најстарији је верски објекат изграђен у Врлици. Звоник је дозидао и освештао јеромонах Викентије (Стојисављевић) из манастира Драговића 1801. године, а данашњи иконостас датира из средине 19. века.
Током векова, црква је била мета вишеструких покушаја паљења током светских ратова и по последњи пут, током грађанског рата у Југославији. Дана 28. маја 1972. црква је тешко оштећена у пожару који су подметнули хрватски ултранационалисти током кризе за време Хрватског пролећа. Црква је обновљена две године касније, 26. маја 1974. Између 1990. и 1991. године хрватски ултранационалисти су неколико пута постављали експлозив око цркве.
Почев од 2015. године, црква је реновирана и урађена су нова врата, прозори и ново метално степениште које води до звоника. У пројекат који је коштао око сто хиљада евра који су прикупили врлички православни верници из целог света и такође је урађена комплетна обнова спољашње фасаде цркве.
У августу 2018. године, српски православни становници Врлике са бројним врличким Србима из дијаспоре окупили су се у Врлици на прослави 400 година постојања цркве.

## Традиције
Чувари Христовог гроба је дугогодишња васкршња традиција у Врлици у цркви Светог Николе. Иако се не зна тачно када је овај обичај почео у Врлици, али се, према усменом предању, верује да је тај обичај пренет у Врлику из Јерусалима током 16. века. Предање се први пут помиње у црквеним списима 1764. године.